# Подривач
Подривачи су масивна прикључна оруђа којима се кидају (без премештања) тврди и збијени дубински слојеви земљишта пре или истовремено са орањем, када су саставни део плуга. Подривачи могу да буду лаки и тешки, са једним или више радних тела. 
Радно тело је у облику вертикалног ножа и стопе иза које може да буде тег на ланцу који помаже да се земљиште више растресе и тиме омогући евакуација влаге из површинског дела. Стопа може да буде статична или да се помера горе-доле добивши погон од прикључног вратила трактора (вибрациони подривач). Лакши подривачи имају масу 90-150 kg, а дубина подривања до 50-60 cm. За овакве подриваче, који имају једно радно тело потребан је трактор од 22 до 30 kW. Тежи, за подривање на 1 m дубине имају масу од 400 kg, а потребан им је трактор снаге 100 kW). Учинак оваквих оруђа је 0.5-1.2 ha/h, уз радну брзину од 4-12 km/h.